# Lake Kathryn
Lake Kathryn statisztikai település az USA Florida államában, Lake megyében. Lakosainak száma 990 fő (2020. április 1.).

## Népesség
A település népességének változása:

| 2010 | 920 |
| 2020 | 990 |